# Entyloma

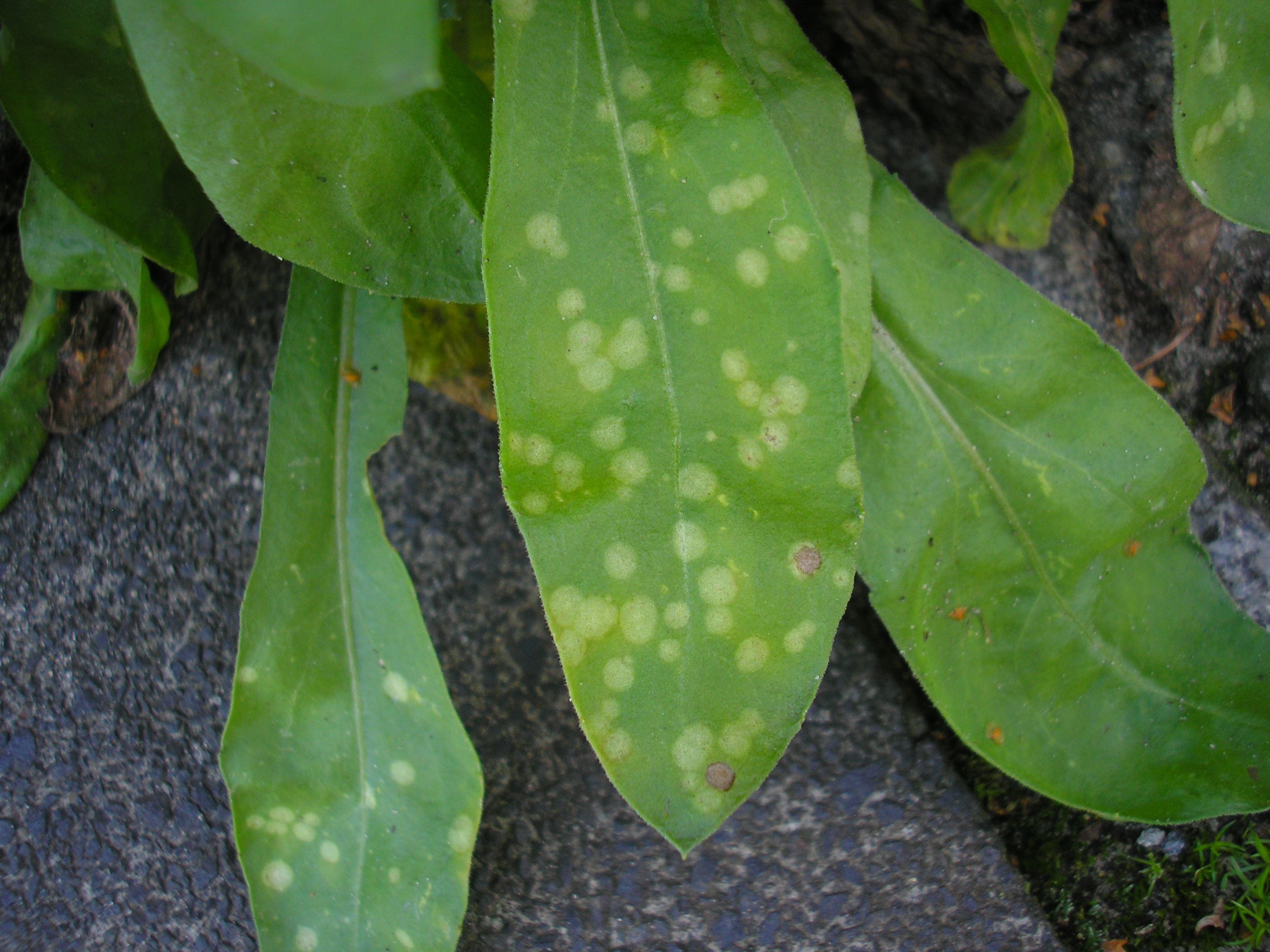
Plamy na liściu nagietka wywołane przez Entyloma calendulae

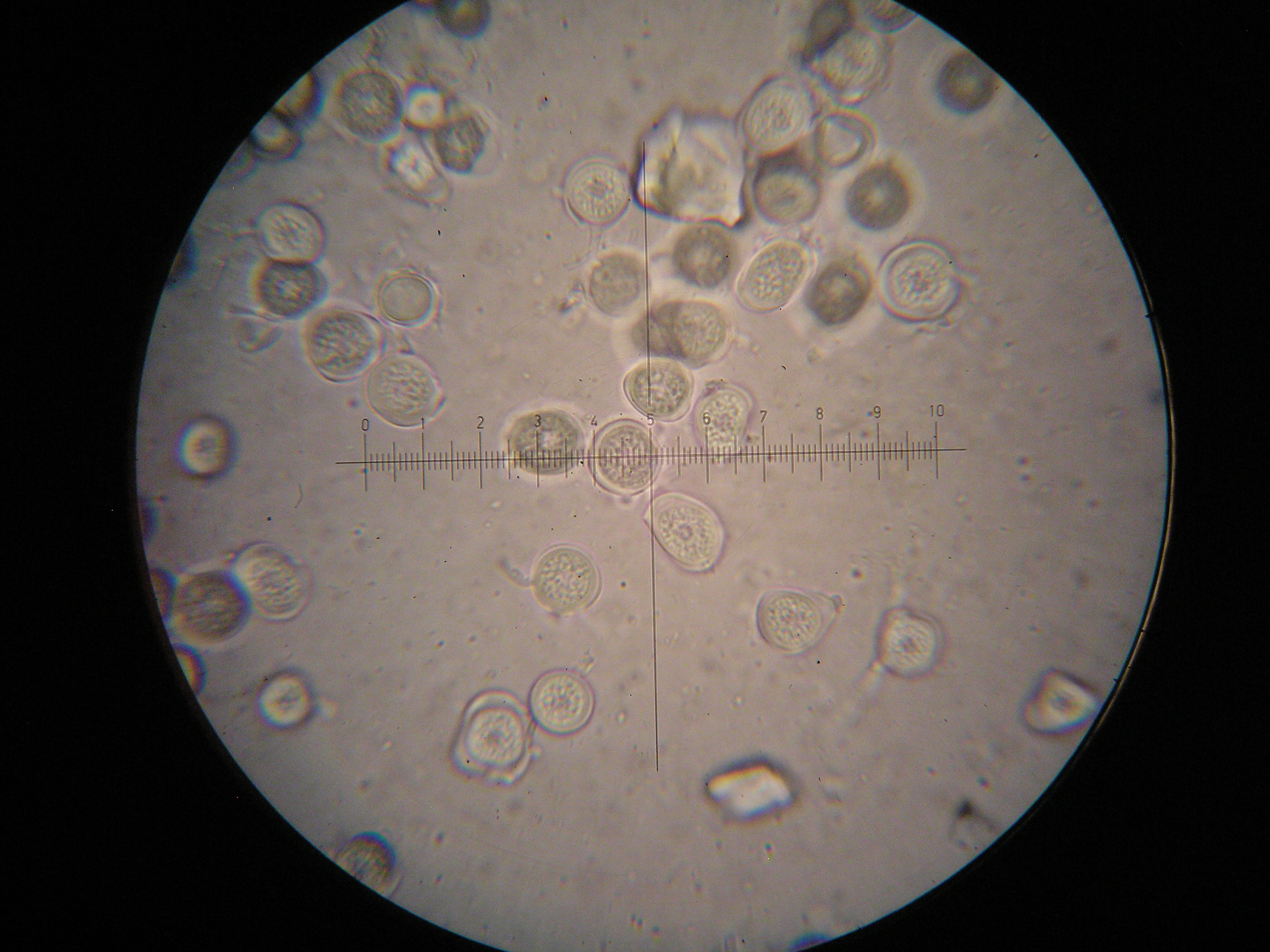
Ustilospory Entyloma calendulae

Entyloma de Bary – rodzaj grzybów z klasy płaskoszy (Exobasidiomycetes). Pasożyty roślin.

## Systematyka i nazewnictwo
Pozycja w klasyfikacji według Index Fungorum: Entylomataceae, Entylomatales, Exobasidiomycetidae, Exobasidiomycetes, Ustilaginomycotina, Basidiomycota, Fungi.
Anamorfy zaliczano do rodzaju Entylomella Höhn. 1924. Obecnie jest to synonim:

## Charakterystyka
Rodzaj zawierający około 200 gatunków. Grzyby mikroskopijne, endobionty pasożytujące na roślinach dwuliściennych, prawie połowa gatunków na astrowatych (Asteraceae). Konidia jednokomórkowe, szkliste, nitkowate lub wrzecionowate albo krótkie i wygięte. Ustilospory szkliste, szarawożółtawe, jasnobrązowawe lub zielonkawooliwkowe, przeważnie o gładkich ścianach różnej grubości. Powstają pomiędzy komórkami zainfekowanej rośliny, zazwyczaj w grupkach, rzadziej pojedynczo. Ich skupiska są widoczne na liściach jako zielonkawe, potem szarzejące plamy o różnej wielkości. Uwalniają się z komórek żywiciela po obumarciu liści.

## Gatunki występujące w Polsce
- Entyloma achilleae Magnus 1900
- Entyloma arnoseridis Syd. & P. Syd. ex Cif. 1924
- Entyloma bellidiastri Maire 1907
- Entyloma bellidis Krieg. 1899
- Entyloma calendulae (Oudem.) de Bary 1874
- Entyloma chrysospleniiJ. Schröt. 1877
- Entyloma cichorii Wróbl. 1913
- Entyloma corydalis de Bary 1874
- Entyloma dahliae Syd. & P. Syd. 1912
- Entyloma erigerontis Syd. & P. Syd. ex Cif. 1928
- Entyloma eryngii-plani Cif. 1924
- Entyloma fergussonii (Berk. & Broome) Plowr. 1889
- Entyloma ficariae A.A. Fisch. Waldh. 1877
- Entyloma flavum Cif. 1924
- Entyloma fuscum J. Schröt. 1877
- Entyloma gaillardianum Vánky 1982
- Entyloma helosciadii Magnus 1882
- Entyloma hieracii Syd. & P. Syd. 1919
- Entyloma leontodontis Syd. & P. Syd. 1919
- Entyloma linariae J. Schröt. 1877
- Entyloma magnusii (Ule) G. Winter 1884
- Entyloma matricariae Rostr. 1884
- Entyloma microsporum (Unger) J. Schröt. 1874
- Entyloma ranunculi-repentis Sternon 1925
- Entyloma serotinum J. Schröt. 1877
- Entyloma thalictri J. Schröt. 1887
- Entyloma verruculosum A.A. Fisch. Waldh. 1877
- Entyloma winteri Linh. 1883

Nazwy naukowe na podstawie Index Fungorum. Wykaz gatunków według W. Mułłenki i in..